# Die Bergretter/Staffel 5
Die fünfte Staffel der Fernsehserie Die Bergretter des ZDF und ORF umfasst sechs 90-minütige Episoden. Die Staffelpremiere der deutsch-österreichischen Koproduktion war am Donnerstag, dem 13. März 2014 im ZDF. Das Staffelfinale wurde am 24. April gesendet. In Österreich erschien die Staffel bei ORF 2. Gedreht wurden die Folgen vom 26. Mai bis zum 20. November 2013 in Ramsau am Dachstein, im Dachsteingebirge und Umgebung.

## Episodenliste
| Nr. (ges.) | Nr. (St.) | Erstausstrahlung | Titel              | Regie        | Kamera                      | Drehbuch        | Musik                                     | Schnitt         |
| --- | --------- | ---------------- | ------------------ | ------------ | --------------------------- | --------------- | ----------------------------------------- | --------------- |
| 27 | 1         | 013. März 2014   | Tödliche Abgründe  | Dirk Pientka | Andreas Tams, Alex Traumann | Timo Berndt     | Eike Hosenfeld, Moritz Denis, Tim Stanzel | Christian Bolik |
| Gastdarsteller: Susan Hoecke als Sabine Haller, Leander Lichti als Jan Ritter, Nina Gnädig als Tanja Wiemer, Mirko Lang als Paul Emerling, Jessica Ginkel als Anne Emerling |           |                  |                    |              |                             |                 |                                           |                 |
| 28 | 2         | 020. März 2014   | Gefangen im Dunkel | Dirk Pientka | Andreas Tams, Alex Traumann | Timo Berndt     | Eike Hosenfeld, Moritz Denis, Tim Stanzel | Christian Bolik |
| Gastdarsteller: Anja Knauer als Jana, Matthi Faust als Tom, Alexander Strobele als Huber, Oliver Clemens als Felmer, Marc Hollinger als Kellner |           |                  |                    |              |                             |                 |                                           |                 |
| 29 | 3         | 027. März 2014   | Der vermisste Sohn | Dirk Pientka | Andreas Tams, Alex Traumann | Timo Berndt     | Eike Hosenfeld, Moritz Denis, Tim Stanzel | Christian Bolik |
| Gastdarsteller: Christoph Grunert als Christoph Treber, Doris Schretzmayer als Julia Treber, Alexander Wüst als Karsten Weidinger, Vanessa Jung als Miriam Treber |           |                  |                    |              |                             |                 |                                           |                 |
| 30 | 4         | 03. April 2014   | Das fremde Mädchen | Dirk Pientka | Andreas Tams, Alex Traumann | Jens Maria Merz | Eike Hosenfeld, Moritz Denis, Tim Stanzel | Bernd Schriever |
| Gastdarsteller: Serge Falck als Martin Hallinger, Julia Cencig als Silvia Hallinger, Marinus Hohmann als Linus Hallinger, Maja Celiné Probst als Laura Weiler |           |                  |                    |              |                             |                 |                                           |                 |
| 31 | 5         | 010. April 2014  | Abgerauscht        | Dirk Pientka | Andreas Tams, Alex Traumann | Timo Berndt     | Eike Hosenfeld, Moritz Denis, Tim Stanzel | Christian Bolik |
| Gastdarsteller: Marco Bretscher-Coschignano als Markus Stollbacher, Cosima Lehninger als Jasmin Wehrer, Jophi Ries als Gerhardt Hinzinger, Tim Kalkhof als Thomas Hinzinger, Paula Schramm als Maya Wehrer, Anja Knauer als Jana |           |                  |                    |              |                             |                 |                                           |                 |
| 32 | 6         | 024. April 2014  | Eishochzeit        | Dirk Pientka | Andreas Tams, Alex Traumann | Timo Berndt     | Eike Hosenfeld, Moritz Denis, Tim Stanzel | Bernd Schriever |
| Gastdarsteller: Anja Knauer als Jana, Nicholas Reinke als Niklas Hochfilzer, Clemens Ansorg als Florian Tiefenbach, Eva-Maria Reichert als Sophie Tiefenbach, Julia Sophie Schabus als Lena Sahlmann, Peter Faerber als Josef Tiefenbach, Olivia Silhavy als Christel Tiefenbach, Stefan Puntigam als Heimann, Konstantin Frolov als Patrick |           |                  |                    |              |                             |                 |                                           |                 |

## DVD-Veröffentlichung
Die zweiteilige DVD mit den sechs Episoden der fünften Staffel erschien am 29. April 2014 bei Universum Film und hat eine Spieldauer von 531 Minuten.